# Batalla de la Fortaleza de Brest
La Batalla de la Fortaleza de Brest, también conocido como la Defensa de la Fortaleza de Brest, fue un enfrentamiento bélico acontecido en junio de 1941 en el contexto de la invasión de Alemania a la Unión Soviética durante la Segunda Guerra Mundial. Es considerada la primera batalla del Frente Oriental/Gran Guerra Patria. Pese a que la fortaleza fue finalmente capturada por la Wehrmacht, los soviéticos ofrecieron una férrea defensa, alargando el asedio más de lo esperado.

## Antecedentes
Antes Brest-Litovsk había pertenecido a Polonia, hasta que en 1939 Alemania la conquistó sin problemas porque la guarnición polaca huyó y fue capturada en la Batalla de Brest Litovsk y cumpliendo el Pacto Germano-Soviético, Alemania cedió a la Unión Soviética la fortaleza de Brest-Litovsk.Sin embargo era un punto vital a la hora de comunicar la Gran Alemania a la que aspiraba Adolf Hitler pues era una importante ruta comercial entre Alemania y la URSS que aportaba al Tercer Reich grano, aceite mineral, manganeso y cromo a través de la vía férrea que la atravesaba.Era pues un objetivo clave, tanto para las operaciones militares presentes como para la futura paz.
Brest-Litovsk era un punto defensivo fuerte desde mediados del siglo XIX. Estaba rodeada por una muralla de piedra de 10 metros de altura con casamatas armadas, cúpulas acorazadas de artillería y fosos antitanques. La fortaleza, a su vez, estaba separada por varios canales del Río Bug y el Río Mujavets formando islotes donde estaban situados y la Ciudadela, el Fuerte Norte de Kobryn, el Fuerte Sur de Volyn, el Fuerte Oeste de Terespol. La Ciudadela, tenía forma circular y albergaba un cuartel de dos plantas de 500 habitaciones protegido por agujeros de francotirador, cavidades para cañones y capacidad para 12 000 hombres.
El Ejército Rojo disponía en Brest-Litovsk de unos 7000 hombres, muchos de ellos chechenos. Aunque el Ejército Rojo podía haber contado con más de 12 000 hombres, unas maniobras en el exterior el mismo día del ataque alemán, coincidiendo con que era fin de semana y la concesión de permisos, redujeron los efectivos a los 7000 en el interior y a unos 1000 por los alrededores, sumando un total de más de 8000 que constituían el 17.º Destacamento de Guardias de Brest “Bandera Roja”, 33.º Regimiento Independiente de Ingenieros, el 18.º Batallón Independiente de Comunicaciones y 393.er Batallón de Artillería Antiaérea.
La fuerza elegida para tomar el castillo fue la 45.ª División que se dividía al mismo tiempo en los 130.º, 133.er y 135.º Regimientos de Infantería, el 98.º Regimiento de Artillería, el 4.º Regimiento de Morteros y el 81.er Batallón de Zapadores de Infantería. Ésta estaría comandada por el general Fritz Schlieper. Además la Fuerza Aérea Alemana (Luftwaffe) aportaría el 77.º Escuadrón de Stukas Junkers Ju 87. El total de soldados para hacerse con la fortaleza era de 17 000 hombres.

## La batalla
A las 3 de la mañana del 22 de junio de 1941, la 45.ª División de Infantería Alemana atravesó  la frontera del Tercer Reich con la Unión Soviética por Río Bug en barcas y puentes rumbo a Brest-Litovsk para luego disparar sus cañones, lanzacohetes y morteros contra la fortaleza. Mientras el bombardero proseguía sobre la fortaleza, los alemanes cruzaron el Río Mujavets con la confianza de que los defensores no les causarían problemas debido al fuego de artillería, pero se equivocaron cuando desde el otro lado del río, fuego de ametralladora y francotiradores lograron hundir dos botes y dañar cuatro más. A pesar de ello los alemanes lograron hacerse con las orillas distribuyendo sus fuerzas de la siguiente manera: el 130.ª Regimiento en las islas del Fuerte Volyn y Ciudadela; y el 135.º Regimiento en las islas del Fuerte Trespol y Fuerte Kobryn. Poco después tomaron sin apenas sufrir bajas los tres puentes adyacentes a la fortaleza. Al amanecer los alemanes se lanzaron sobre la ciudad para asaltar luego la fortaleza sobre el mediodía.

La Fortaleza en junio del 1941

Sin embargo los rusos ya se habían resguardado bien, racionando alimentos y municiones, además de poner a salvo a sus familias y a civiles en los sótanos y mazmorras. En todos los fuertes las tropas germanas fueron rechazadas con bajas, pero especialmente en la Ciudadela donde las bajas nazis fueron elevadas gracias a un punto defensivo inexpugnable que los soviéticos levantaron en torno al comedor de oficiales. Por si fuera poco tuvieron que abandonar la iglesia con la que acababan de hacerse en ese sector tras un contraataque soviético que dejó cercados a 70 alemanes. Algo similar ocurrió en la Fortaleza de Trespol, que defendían tan sólo 300 soviéticos.
El general Schlieper, desesperado por la inesperada resistencia soviética, mandó al 133.er Regimiento que permanecía en reserva, pero solo sirvió para tomar la estación ferroviaria situada en torno a Ciudadela. Al final del primer día los alemanes contaban con 311 bajas entre las que había 21 oficiales.
Durante toda la noche del 22 al 23 de junio la Luftwaffe bombardeó Brest-Litovsk sin causar graves daños que sin embargo fueron mayor obstáculo para los alemanes. Al amanecer del día 23 los alemanes realizaron otro asalto que resultó fallido y cuyo resultado fueron combates individuales a lo largo del perímetro en el que los alemanes sufriendo más muertes a manos de francotiradores.
El día 24 de junio los 70 alemanes que estaban atrapados en la iglesia fueron liberados por el 133.er Regimiento. Como refuerzo se aportaron unos pocos tanques T-38 de origen checo y Somua de origen francés, que poco pudieron hacer al ser blancos fáciles del fuego cruzado y de los fosos anticarro. También se empleó gas lacrimógeno, algo poco común en la Segunda Guerra Mundial.
Las defensas soviéticas empezaron a flaquear el día 25 ya que las municiones escaseaban por lo que se racionaron disparando solo a blancos claros.Además la falta de sueño y agua por parte de las tropas soviéticas fue notada por los alemanes que a partir del día siguiente se dedicaron exclusivamente a atacar almacenes y el depósito de agua. Además gracias a los lanzallamas y granadas de mano pudieron ir destruyendo casamatas y fortines.
La noche del 26 de junio Zubachyov y Fomín decidieron escapar de la fortaleza con un grupo de hombres, pero una patrulla alemana los interceptó e hizo prisioneros. Gavrílov decidió quedarse hasta el fin. Aprovechando que no había mando en la fortaleza, un grupo de fuerzas especiales del Destacamento Brandenburgo, formado por comandos rusos colaboracionistas de los alemanes, logró convencer a los centinelas soviéticos de entrar en la fortaleza haciendo creer que eran del mismo bando permitiendo sacar del recinto todos los documentos secretos que guardaba el Ejército Rojo y llevándoselos a las líneas alemanas, operación de éxito absoluto.
Los fuertes de Terespol y Volyn cayeron en manos alemanas el 27 de junio mientras que el de Kobryn y la Ciudadela resistían heroicamente. Apenas hubo movimientos el 28, más que la toma de casi toda Ciudadela a excepción del comedor de oficiales. Impacientes los alemanes, el 29 de junio enviaron 93 bombarderos Stukas del 77.º Escuadrón que dañaron ligeramente el Fuerte de Kobryn; repitiéndose el mismo ataque por la tarde con otros 5 Stukas que encajaron hasta 6 bombas de 2 toneladas de explosivo que tuvieron mucho más éxito al provocar el pánico y derrumbes en las estructuras interiores. Al acabar el día del 29 de junio, 389 soldados del Ejército Rojo salieron del comedor de oficiales y el Fuerte Kobryn acompañados por cientos de mujeres y niños, todos iban con banderas blancas o las manos en alto. Únicamente algunos de los oficiales decidieron resistir en el comedor de oficiales hasta el 30 de junio que fueron eliminados por los alemanes.
Aunque la fortaleza había sido ocupada por tropas alemanas, en ese momento, en sus búnkeres subterráneos todavía había soldados del Ejército Rojo que sobrevivieron y continuaron su tenaz lucha contra los invasores durante varias semanas más. Los combates continuaron en focos aislados de resistencia del Ejército Rojo, principalmente en búnkeres subterráneos, antiguas prisiones, fortalezas y fortificaciones de Kobryn, donde 20 defensores fueron eliminados el 4 de julio, 7 rusos fueron aniquilados en los barracones de ingenieros, el 14 de julio, y el 23 de julio, el mayor Piotr Mijáilovich Gavrílov, uno de los defensores más famosos de la fortaleza de Brest y posteriormente galardonado con el título de Héroe de la Unión Soviética, fue hallado vivo y medio muerto junto a otro soldado. Disparó la última bala de la pistola TT sin guardar ninguna para él. Los nazis lo arrojaron al campo de concentración de Hammensburg. Pero bajo la protección de sus camaradas sobrevivió y fue liberado de ese infierno en la tierra por el ejército soviético en abril de 1945. Es así que, desde finales de junio hasta finales de julio de 1941, todavía resonaban los disparos en los búnkeres subterráneos y las prisiones fueron bombardeadas en pedazos, con pequeños grupos de soldados estacionados en ellas. En ese momento, en el frente, los alemanes habían penetrado 480 kilómetros (300 millas) de profundidad en territorio soviético.Incluso se supo gracias a un grabado con algo punzante en la piedra que hubo algún rezagado en las mazmorras hasta el 20 de julio. Éste decía: "Moriré, pero no me rendiré. Hasta siempre, mi amado país. 20.7.41." En la pared de la caseta del proyector de cine del club (que era una antigua iglesia) en el patio principal de la fortaleza, todavía están las palabras: Nosotros tres somos todos "Moscú: Ivanov, Stepantsikov, Zhultiaev. Defendemos esta iglesia y juramos: preferiríamos morir antes que abandonar este lugar." Había quedado demostrado que el soldado soviético lucharía por su vida y su Patria hasta la muerte y que no sería tan fácil de vencer.
Los informes alemanes dijeron que los "focos de resistencia del Ejército Rojo fueron destruidos" cuando los líderes Hitler y Mussolini visitaron la fortaleza de Brest, sin embargo, estuvieron bajo estricta vigilancia y protección para evitar ataques de soldados supervivientes del Ejército Rojo los asesinarán. Se dice que Hitler recogió una piedra de los escombros de la fortaleza como recuerdo y que esta piedra fue encontrada en el cuartel general del Tercer Reich después de la Segunda Guerra Mundial.
La única evidencia documentada de resistencia es de un informe alemán que afirma que hubo un tiroteo el 23 de julio de 1941, seguido de la captura de un teniente soviético al día siguiente. Para eliminar todos los focos de resistencia del Ejército Rojo en la fortaleza de Brest, el Mando Supremo del ejército fascista alemán ordenó que el río Bug Occidental fuera drenado hacia los túneles de fortaleza para ahogar a los soldados supervivientes.

## Consecuencias

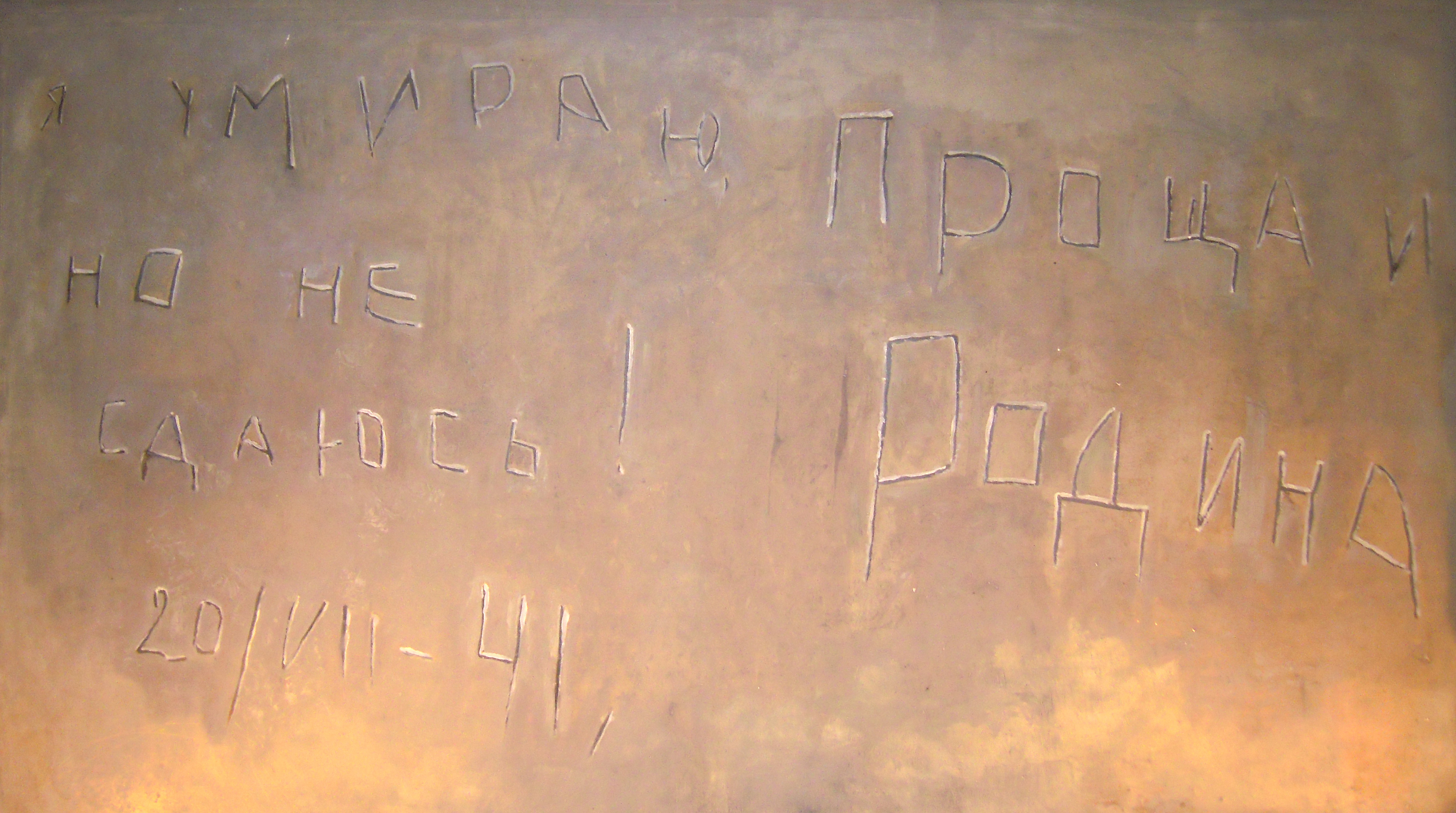
Las palabras grabadas en la pared por soldados soviéticos "Muero pero no me rindo. Adiós Patria. 20.VII.41" se expone en el Museo de la Fortaleza de Brest.

Brest-Litovsk simbolizó para los alemanes lo que iba a ser la Guerra del Este. Sin duda habían subestimando a los soviéticos. Veían a la Unión Soviética como un “gigante con pies de barro”, cuyo ejército, presumiblemente decapitado por las purgas de Stalin, no "era más que un chiste", como dijo el propio Hitler en una ocasión. A fin de ganar las batallas decisivas calcularon una campaña de un mes o mes y medio, posiblemente seguidas por algunas operaciones de limpieza, durante las cuales los restos del ejército soviético serían «perseguidos por todo el país como un montón de cosacos derrotados».De hecho los expertos británicos también pensaban que la Unión Soviética caería en ese tiempo y los estadounidenses que el ejército alemán entraría “como un cuchillo caliente por mantequilla” y que el Ejército Rojo sería acorralado “como ganado” y Alemania “aplastará a Rusia [sic] como si fuera un huevo”.En todo caso, Hitler sentía una confianza suprema, y en vísperas del ataque, «se veía al borde del mayor triunfo de su vida».
Respecto a los defensores de Brest-Litovsk, el general alemán Heinz Guderian, elogió a aquellos resistentes soviéticos de los que dijo “Esos hombres merecen nuestra mayor admiración”.

## Fortaleza heroica

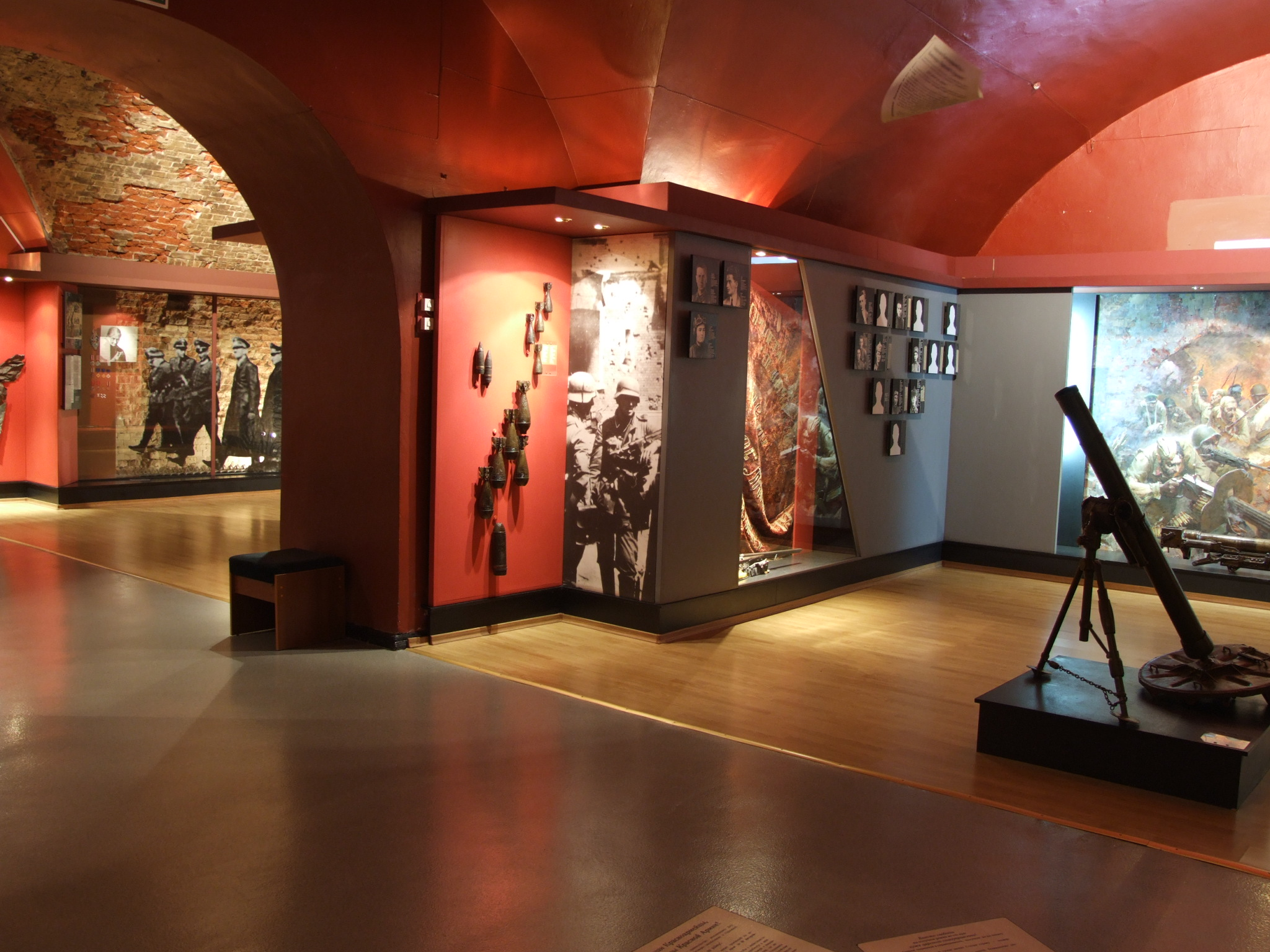
Museo de la defensa de la fortaleza de Brest, sala número 6.

#### El proceso de investigación de la historia de la Batalla de la Fortaleza de Brest
La tenaz resistencia de la guarnición en la fortaleza de Brest no tuvo un impacto muy serio en el avance del ejército nazi en las primeras etapas de la Gran Guerra Patria, basándose en el hecho de que las fuerzas principales de la 2.° división Panzer  abandono la fortaleza de Brest el 2 de julio.Sin embargo, el Mando Supremo del Ejército Soviético era consciente de la importancia de la feroz resistencia del ejército y del pueblo soviéticos contra el ataque del ejército fascista invasor. Se dio cuenta de esta defensa en noviembre cuando recibió informes de inteligencia de la retaguardia alemana.
Después de la guerra, los soldados del Ejército Rojo que sobrevivieron a los campos de concentración nazis fueron acusados por la agencia NKVD de Beria de "traición" y "colaboración con el enemigo" y tuvieron que soportar el exilio en campos de concentración "por el motivo de que fueron hechos prisioneros". por el enemigo" (según la Directiva nº 270 ).Después de la muerte de Stalin, los soldados que defendían la fortaleza de Brest finalmente fueron liberados y honrados. El 22 de junio de 1956, durante el 15º aniversario del inicio de la Gran Guerra Patria, los medios oficiales soviéticos dijeron que los soldados soviéticos que defendieron la fortaleza de Brest eran típicos del heroísmo comunista y organizaron una defensa de la fortaleza de un mes de duración, rodeados de tropas alemanas. Sin embargo, en aquel momento, la opinión pública occidental creía que esto era sólo una fantasía. Hasta ahora los rusos han demostrado la verdad histórica y mantienen su punto de vista. En un artículo de Tatiana Shvetsova para la emisora de radio Voz de Rusia sobre este tema se afirma: "Incluso después de luchar durante un mes, la fortaleza de Brest continuó resistiendo en los túneles."
Por primera vez, la defensa de la Fortaleza de Brest se conoció en el informe de la 45.ª División de Infantería al mando del 4.º Ejército (Alemania), uno de cuyos ejemplares fue capturado por el ejército soviético durante el desordenado montón de papeles en la división. Archivos abandonados en la ciudad de Livny en febrero de 1942. A finales de los años 1940, aparecieron dispersos en los periódicos soviéticos algunos de los primeros artículos sobre la defensa de la Fortaleza de Brest. 
En 1951, mientras se analizaban los escombros a las puertas del campo de Brest, se encontró la "Orden nº 1". En febrero de 1952, en el museo histórico de Minsk se creó una exposición dedicada a la defensa de la Fortaleza de Brest.
Posteriormente, tras la limpieza de las ruinas, se encontró la bandera roja de la Fortaleza de Brest, oculta por los defensores. Esta bandera fue trasladada al museo principal del Ejército Soviético como reliquia.
En 1955 se publicó en la URSS el primer libro sobre la defensa de la fortaleza de Brest.
El Museo de la Fortaleza de la Batalla de Brest se inauguró oficialmente en 1956, mientras que el Memorial de la Fortaleza de los Héroes de Brest se inauguró oficialmente en 1971. El 8 de mayo de 1965, la fortaleza de Brest recibió el título de Fortaleza Heroica en el 20º aniversario de la rendición de la Alemania nazi y recibió la Orden de Lenin.

## En la cultura popular
El historiador y escritor ruso Sergei Smirnov, célebre por sus trabajos de investigación y difusión sobre los episodios de la Segunda Guerra Mundial (Gran Guerra Patriótica) en el frente ruso-alemán, publicó en 1957 el libro La Fortaleza de Brest (ampliada y complementada en 1965), dando a conocer en detalle por primera vez los sucesos durante la defensa de la fortificación. El libro recibió el Premio Lenin en 1965.
En 2010 se estrenó la película Brestskaya krepost (Fortaleza de Brest), dirigida por Alexander Kott, de coproducción rusa-bielorrusa (puede verse en Youtube "The Brest Fortress (2010)"). Una versión televisiva ampliada de cuatro episodios llamada Krepost (La fortaleza), fue transmitida por televisión en 2011.